# Victor Lindgren
Victor Lindgren, né le 16 mai 2003 à Sjöbo, est un tireur sportif suédois. Spécialiste du tir à la carabine à 10 mètres, il remporte le titre de champion du monde en 2023 puis la médaille d'argent lors des Jeux olympiques de Paris en 2024.

## Biographie

### Jeunesse
Victor Lindgren est né à Sjöbo, une petite ville du Sud de la Suède. Dès son plus jeune âge, il montre un intérêt et un talent certain pour le tir sportif. Il déménage alors à Sävsjö, où il intègre le programme de tir du Riksidrottsgymnasiet. Ce lycée est réputé pour ses programmes sportifs de haut niveau, offrant aux étudiants une formation rigoureuse et spécialisée.

### Carrière
Grâce à sa victoire lors des Championnats du monde, Victor Lindgren décroche sa qualification pour les Jeux olympiques d'été de 2024 se tenant à Paris, en France. Âgé de seulement 21 ans, il dispute l'épreuve de tir à la carabine à air comprimé à 10 mètres. Lors de la phase de qualifications, il termine à la sixième place avec un score total de 630.7 lui permettant d'accéder à la finale. Lors de celle-ci, Lindgren rivalise avec les meilleurs et parvient à décrocher la médaille d'argent terminant à seulement 0,8 point derrière le Chinois Sheng Lihao, qui établit un nouveau record olympique.

## Palmarès

### Jeux olympiques
- Jeux olympiques d'été de 2024 à Paris :
  -  Médaillé d'argent en tir à la carabine à 10 mètres air comprimé.

### Championnats du monde
- Championnats du monde 2023 à Bakou :
  -  Médaillé d'or en tir à la carabine à 10 mètres air comprimé.